# 京成バス千葉ウエスト松戸東営業所
京成バス千葉ウエスト松戸東営業所（けいせいバスちばウエストまつどひがしえいぎょうしょ）は、千葉県松戸市紙敷にある京成バス千葉ウエストの営業所。
松戸市内を主な運行エリアとして一般路線バス事業を中心に営業し、貸切バス事業も行う。
本項では、千葉県松戸市小金原6丁目3番にある小金原車庫（こがねはらしゃこ）について扱うほか、松戸東営業所と小金原車庫の前身である松戸新京成バス株式会社（まつどしんけいせいバス）、さらにその前身で分社化前の新京成電鉄自動車部松戸営業所（しんけいせいでんてつじどうしゃぶまつどえいぎょうしょ）時代についても扱う。

## 松戸新京成バス
松戸新京成バス株式会社（まつどしんけいせいバス、英: Matsudo Shin-Keisei Bus Co., Ltd.）は、かつて千葉県松戸市紙敷96番地36に存在したバス事業者。新京成電鉄の連結子会社であり、京成グループおよび新京成バスグループの一社であった。
本社敷地内に松戸営業所を併設していたほか、千葉県松戸市小金原6丁目3番に小金原操車場があった。これらは2025年4月1日以降は京成バス千葉ウエストの営業所と車庫となった（後述）。なお、登記上の本店は鎌ケ谷市の新京成電鉄本社に置かれていた。
新京成電鉄が直営で行っていたバス事業を地域分社化することで2003年4月28日に設立され、同年10月1日に営業開始した。分社化の形態は事業エリア毎に3つの事業者としたもので、旧・鎌ヶ谷営業所を船橋新京成バス、旧・習志野車庫を習志野新京成バス（後の船橋新京成バス習志野営業所）、旧・松戸営業所を松戸新京成バスとした。
松戸新京成バスの営業エリアは、分社化前の松戸営業所のエリアをほぼ踏襲している。主に松戸駅東口、八柱駅、新松戸駅、北小金駅を主なターミナルとする短距離通勤路線を主体としており、その路線網はごく一部が柏市・流山市にかかる以外は松戸市域内に留まる。松戸市では主に西端から南西部にかけて路線を持つ京成バスとエリアを分かつ。松戸市コミュニティバス「ゆめいろバス」の運行を受託している（#受託路線を参照）。

## 沿革
松戸新京成バスは、2003年4月28日に設立され、同年10月1日に新京成電鉄松戸営業所管内のバス路線を継承して営業を開始した。
2008年9月16日、京成バス市川営業所から高塚梨香台線を譲受し編入した。これと同時に三矢小台線・高塚梨香台線で上下線のうち下りを整理券方式に変更し、船橋新京成バスや習志野新京成バスと同様に中乗り運賃後払いに変更した。
2008年10月25日には、新京成バスグループでは最後となるPASMOが導入された。なお一方で、バス共通カード導入の際は新京成バスの営業所の中では最初にバス共通カードを導入している。
乗降方法は、電鉄時代から「前乗り中降り（運賃は乗車時申告）」であったが、平成23年12月23日より「中乗り前降り運賃後払い（現金乗車は整理券方式）」へと変更。併せて、車内メロディ、ドアチャイムが導入された。
中乗り前降りへ変更した背景には、乗車時のICカード誤引き去りの解消と運転士の運賃箱操作負担の軽減という面がある。この方式にすると後払いにより降車に時間がかかる問題がかつて存在したが、この問題はICカード普及によってほぼ解消されたため、鉄道結節の通勤路線が多い松戸でも変更できる条件が整っていた。
この変更に先立ち、同2011年10月から全車に液晶画面式の運賃表示器と整理券発券機が設置された。各停留所には標識柱の位置など前乗り時代の名残が随所に見られる。2012年2月25日から新京成バスグループ3社でバスロケーションシステム「Bus-Vision」を運用開始した。
運賃体系は、新京成電鉄直営時代には特殊区間制を採用していたが、1990年代に対キロ多区間制運賃へ変更している。
2025年4月1日には京成グループにおけるバス事業の再編により、松戸新京成バスは京成トランジットバス・船橋新京成バス鎌ヶ谷営業所・東京ベイシティ交通と統合され、京成電鉄バスホールディングス傘下の京成バス千葉ウエストとなった。これに伴い、松戸営業所の名称は松戸東営業所に変更された。

## 営業所・車庫
- 松戸東営業所
  - 最寄り停留所は「紙敷車庫」（8B・1A・8A・51A・53A系統）である。
- 小金原車庫
  - 主に小金原団地線を担当し、出札窓口である「小金原バス案内所」も設ける。最寄り停留所は地名を冠しない「バス案内所」（R2、L4、12、23系統）であるが、分かりにくいため行先表示に限り「小金原バス案内所」と案内・表記する。

なお、三矢小台停留所の回転場は延伸に頓挫した鉄道駅用地を転用している。

## 現行路線

### 高速路線

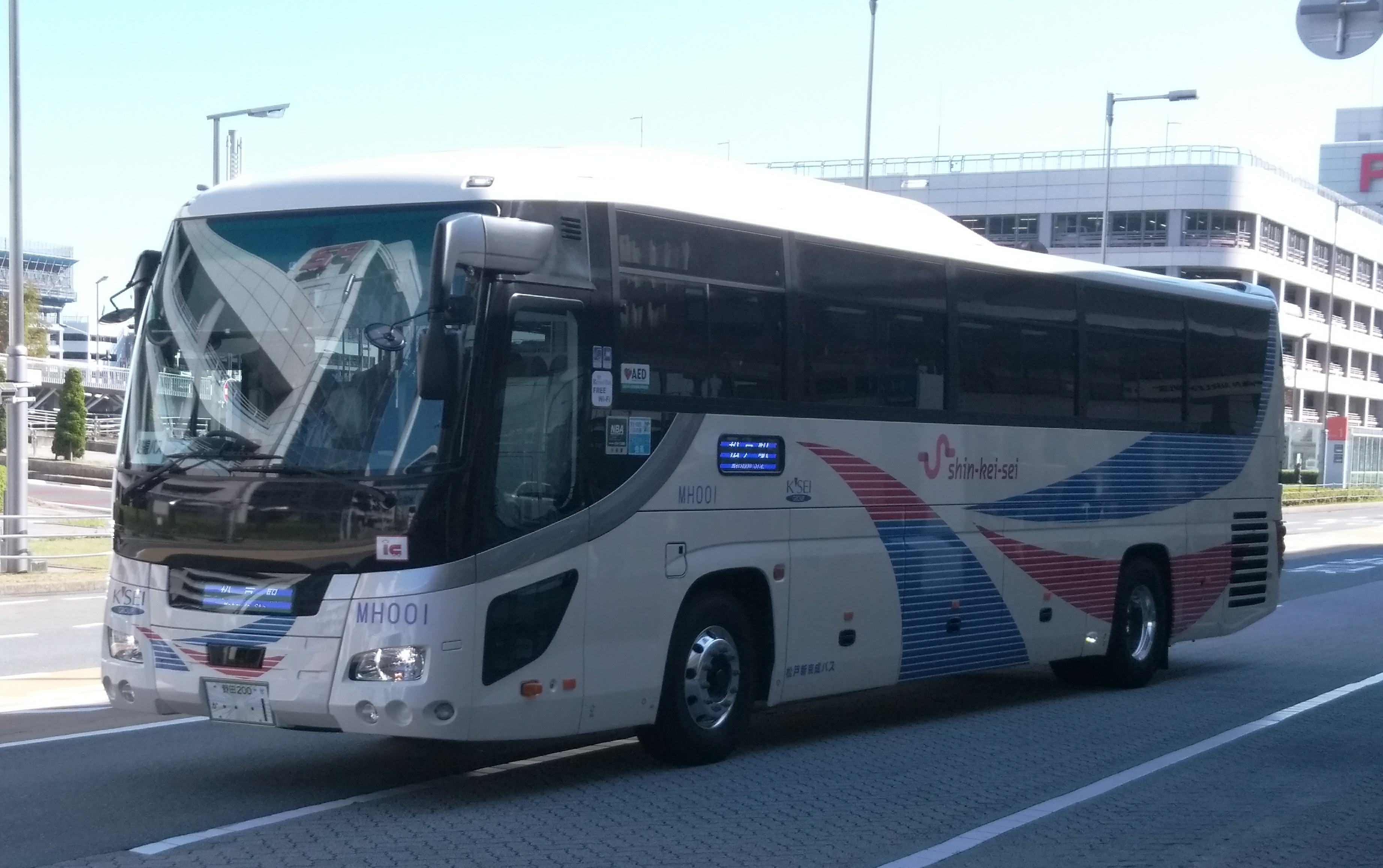
羽田空港に乗り入れる松戸新京成バス（MH001号車）

#### 羽田空港線
- 羽田空港 - 松戸駅 - 新松戸駅
2018年9月1日：開業。京成バス・京浜急行バスと共同運行。新松戸駅発着は2往復のみ。PASMO・Suicaの利用が可能である。
2024年3月1日：運行休止。[12]。

### 一般路線

#### 三矢小台線
- 4：松戸駅東口〜富士見台〜野菊野団地〜二十世紀ヶ丘〜三矢小台
- 4：松戸駅東口〜富士見台〜野菊野団地
- 4A：松戸駅東口〜富士見台〜野菊野団地〜新東京病院
  - 1969年5月8日：［新京成］三矢小台循環（松戸駅東口→総合市場前→三井住宅前→三矢小台→上矢切→総合市場前→松戸駅東口）が開通。当初は松戸循環線の一部の扱い。
  - 1975年7月7日：［新京成］松戸駅東口〜野菊野団地が開通。当初は松戸循環線の一部の扱い。
  - 1979年7月：［新京成］三矢小台循環と野菊野団地便が統合され、松戸駅東口〜野菊野団地〜二十世紀が丘〜三矢小台となる。のちに三矢小台線と独自名称が付く（独自名称となったのは平成からだが、詳細な時期不明）。
  - 1993年6月16日：［新京成］深夜バスが運行開始。
  - 2003年10月1日：［松戸新京成］松戸新京成バスの路線となる。
  - 2008年9月16日：［松戸新京成］京成バス高塚梨香台線の移管に伴い陣ヶ前停留所に停車、また乗降方式が変更。
  - 2012年12月1日：［松戸新京成］新たに開院した新東京病院に乗り入れを開始し、4A(松3)系統新東京病院行・4B(松5)系統新東京病院経由三矢小台行の2系統及び停留所の新設、日中時間帯の運行本数の増便を含むダイヤ改正を行った。[13]
  - 2016年1月16日：ダイヤ改正を実施、4(松1)系統三矢小台行を増便し、新東京病院への乗り入れ便が減便される[14]。
  - 2020年4月1日：系統番号から路線番号へ変更(松1・2・3・5→4・4A・4B)[15][16]
  - 2024年3月31日：4(松戸駅東口→三矢小台の深夜バス/最終運行日は3月29日)・4B（新東京病院経由三矢小台行）が廃止。また4の松戸駅東口→野菊野団地行きが復活。

三矢小台線は住宅地の間を縫うように走り、松戸駅東口発着線の主力となっている。途中で京成バス国分線他と同じ道路(国道464号線)を走行する部分があり、京成バスの陣ヶ前停留所の前も通っていたが松戸新京成バスの停留所がなく、2008年9月16日に京成バスの高塚梨香台線が移管された際に停車するようになった。また、三矢小台停留所は京成バス市川線の上矢切停留所のすぐそばにある。
野菊野団地折返便は団地内から発車するため、ポールの場所が三矢小台・新東京病院始発のものと異なっている(整理券の番号も異なる)。
この路線では、三矢小台以外に野菊野団地にも操車場をもつが、後者は松高線の運行拠点として使用され、三矢小台線運用車は前者を主に利用する。このため、野菊野団地折返便（4(松2)）の一部が松高線の入出庫運用になっている。これは、松戸駅東口〜紙敷車庫を回送する松高線運用車が、一旦野菊野団地停に寄ることで、松戸駅東口〜野菊野団地を4(松2)系統として営業運行するためである。（ただし、直接回送されたり、51A・53A(松7・松8)系統で入出庫することもある。また、総合医療センター方面の開通後は、センターの敷地内にバス駐車スペースと乗務員休憩所が新たに設けられたため、そこを基点とする運用もある。）
なお、前述の高塚梨香台線移管の際、一部で路線が重複する事から、高塚梨香台線と同じ乗降方式に変更された（高塚梨香台線の項を参照）。

2012年12月1日の三矢小台線ダイヤ改正により、新東京病院に乗り入れを開始、それに伴い和名ヶ谷スポーツセンター停留所の新設と新東京病院行き(4A(松3))・新東京病院経由三矢小台行(4B(松5))の系統を設定、日中時間帯の運行本数が増便された。

2016年1月16日の三矢小台線ダイヤ改正を行い、4(松1)系統(松戸駅東口⇔三矢小台)が増便（のちバス運転手不足による減便）、新東京病院への乗り入れ便が減便された。
なお、三矢小台〜梨元町バス停付近は松戸駅方面に直行する京成バスの路線が複数存在するため、2021年のダイヤ改正で日中を中心に大幅減便の対象となった。

#### 東松戸線
- 51A：松戸駅東口〜富士見台〜工業団地〜稔台十字路〜紙敷車庫
- 53A：松戸駅東口〜富士見台〜如来堂前〜稔台十字路〜紙敷車庫
- 51：松戸駅東口〜富士見台〜工業団地〜稔台十字路〜栗子橋〜東松戸駅
- 53：松戸駅東口〜富士見台〜如来堂前〜稔台十字路〜栗子橋〜東松戸駅
  - 1960年3月31日：［新京成］松戸駅東口〜工業団地〜日枝神社〜市立病院〜松戸駅東口
  - 1965年8月23日：［新京成］工業団地経由（現在とルートが異なる）となる。
  - 1974年9月9日：［新京成］松戸駅東口〜和名ヶ谷中台〜日枝神社が開通。
  - 1980年3月：［新京成］松戸駅東口〜工業団地〜紙敷車庫〜五香駅が開通。
  - 1982年12月15日：［新京成］紙敷車庫〜如来堂〜松戸駅が開通。
  - 1985年9月16日：［新京成］松戸駅〜工業団地〜東部支所（現・東部スポーツパーク付近）が開通。
  - 1993年6月16日：［新京成］三矢小台系統の深夜バスが運行開始。
  - 1995年頃：［新京成］松戸駅〜東部スポーツパーク便が東松戸駅までに短縮。
  - 2000年3月16日：［新京成］五香駅〜紙敷車庫便が松飛台駅経由となる。
  - 2000年8月16日：［新京成］大循環（稔台、北松戸駅経由便）が廃止。日枝神社折返便が廃止。松戸駅〜五香駅便が紙敷車庫で分割され、車庫以東は松飛台線として別線扱い（同時に、松飛台駅発着便を新設。）。
  - 2003年10月1日：［松戸新京成］松戸新京成バスの路線となる。
  - 2007年2月10日：［松戸新京成］松戸駅〜東松戸駅便が一部経路変更。新経路上に金楠台（かなくすだい）停留所を新設。
  - 2011年11月16日：［松戸新京成］路線名を松戸循環線から東松戸線に改称、循環路線（旧・松9及び旧・松10）の廃止、工業団地経由の東松戸駅行きを松14から51(松9)に改番し如来堂前経由の東松戸駅行きを53(松10)として新設[18]。
  - 2020年4月1日：［松戸新京成］系統番号から路線番号へ変更(松7～10→51A・53A・51・53)[15][16]

東松戸線は、松戸駅東口を発着する路線のうち、主に工業団地または如来堂前側を経由し東松戸駅へ至る路線の総称である。おおむね真東に至る路線と言うこともできる。
どちらの便も松戸駅東口〜富士見台と、稔台十字路〜紙敷車庫・東松戸駅の区間は同じ経路を辿る。
工業団地経由便は、稔台工業団地の中を右へ左へと進路を変えながら進み、停留所名も工場の名前が多く入っている。
一方、如来堂前経由便は、カーブの多い道を通って和名ヶ谷の住宅街を抜けていく。
2007年2月10日に、松戸駅東口〜東松戸駅便の経路がショートカットされる形で一部変更され、新経路上に金楠台（かなくすだい）停留所が設置された。なお、従来の経路にある京成分譲地入口は、松戸駅東口〜紙敷車庫便のみの停車となっている。
本数が多いのは工業団地経由・東松戸駅発着の51(松9)系統で、日中はおおむね2〜3本／時である。松戸駅東口〜紙敷車庫の入出庫便は、如来堂前経由の53A(松8)系統と工業団地経由の51A(松7)系統がある。
2011年11月16日に循環路線を廃止、如来堂前経由東松戸駅行きの53(松10)系統が新設されることに伴い、「松戸循環線」から「東松戸線」に改名された。

#### 松高線
- 3：松戸駅東口〜北松戸駅〜上本郷郵便局〜千駄堀口〜県立松戸高校
- 3：松戸駅東口〜北松戸駅〜上本郷郵便局〜千駄堀口〜県立松戸高校〜総合医療センター
- 3A：北松戸駅〜上本郷郵便局〜千駄堀口〜県立松戸高校
- 3A：北松戸駅〜上本郷郵便局〜千駄堀口〜県立松戸高校〜総合医療センター
- 3B：北松戸駅〜上本郷郵便局〜千駄堀口〜総合医療センター(県立松戸高校非経由便)
  - 1967年9月25日：［新京成］市立病院線（松戸駅〜北松戸駅〜市立病院）が開通。少数ながら和名ヶ谷経由もあった（現在は廃止）。
  - 1972年6月26日：［新京成］松戸駅〜県立松戸高校に延長。
  - 2003年10月1日：［松戸新京成］松戸新京成バスの路線となる。
  - 2017年12月16日：［松戸新京成］12月27日に松戸市立総合医療センターが開院することに先立ち、松戸市立総合医療センターまで延伸
  - 2020年4月1日：［松戸新京成］系統番号から路線番号へ変更(松12～13・北松1～3→3・3A・3B)[15][16]

その名の通り、千葉県立松戸高等学校方面へ行く路線であるが、その周辺は宅地化されており、必ずしも高校の利用者だけではない。北松戸駅から医療センター方面の沿線には、住宅街のほか、看護専門学校、運動公園、県立松戸高校、松戸市立総合医療センターなどがあり、さまざまな利用目的がある。
この路線は、千駄堀口〜県立松戸高校間で、中央線のない狭い道を通る。また、県立松戸高校で転回場のスペースがないため、高校発着便はその敷地内を利用して折り返している事も特筆される。なお、高校では折り返しの機能しか果たさず、休憩設備を持たないため、日中は三矢小台線の野菊野団地の操車場を拠点としていた。（4(松2)系統の一部便は松高線の出入庫運用として機能している）総合医療センター方面の開通後は、センターの敷地内にバス駐車スペースと乗務員休憩所が新たに設けられたため、そこを基点とする運用もある。
北松戸駅を超え松戸駅方面は日中の買い物需要が主であり（松戸駅東口バスターミナルは駅ではなくショッピングセンター「プラーレ松戸」前に設置されている）、早朝と夕刻以降は多くの便が北松戸駅折返しとなり、それ以外の時間帯に限り松戸駅東口乗り入れとなる。また、松戸市立総合医療センターがある事から、ノンステップバスが定期的に充当される路線の一つでもある。

#### 高塚梨香台線
- 16A：松戸駅東口〜分実〜大橋〜五中入口〜高塚新田(旧 市立東松戸病院)
- 16：松戸駅東口〜分実〜大橋〜秋山駅〜梨香台団地
- 16B：東松戸駅〜松戸第五中学校〜梨香台団地
  - 1929年2月7日：［伊原栄太郎］松戸駅〜松戸園芸学校を開通。
  - 1932年2月24日：［伊原栄太郎］松戸駅〜秋山に延長。
  - 1943年5月12日：［京成］京成となる。当時は松戸営業所担当。
  - 1950年頃：［京成］大町線（松戸駅〜高塚療養所〜迎米〜大町（現・大町公民館））を開通。
  - 1953年12月25日：［京成］松戸駅〜高塚療養所（現・市立東松戸病院入口）を開通。上記の大町に至る線の折り返し。
  - 1970年頃：［京成］松戸駅〜高塚療養所（現・市立東松戸病院）に短縮。
  - 1975年9月1日：［京成］松戸駅〜梨香台団地を開通。
  - 198X年：[京成]高塚療養所バス停が国立松戸病院と改称。また、松戸南高校入口（初代、現・松戸向陽高校）バス停が新設される。
  - 1985年頃：［京成］市川営業所となる。
  - 1994年頃：［京成］国立松戸病院の松戸市への移管、市立東松戸病院への改称とともに病院バス停の改称・病院前へのバス停移動が行われ、旧国立松戸病院バス停は市立東松戸病院入口と改称。
  - 2005年10月16日：［京成］昼間の便が松戸駅〜梨香台団地〜市立東松戸病院で統合される。
  - 2008年9月16日：［松戸新京成］松戸新京成バスへ移譲し、松戸駅の発着場所を東口に変更。梨香台団地乗り入れ路線を秋山駅経由に経路変更。
  - 2015年3月16日：［松戸新京成］東松31(16B)系統の新設。
  - 2020年4月1日：［松戸新京成］系統番号から路線番号へ変更(松21～23・東松31→16・16A・16B)[15][16]
  - 2024年4月1日：［松戸新京成］2024年3月31日を最後に東松戸病院が閉院。それに伴い翌4月1日より市立東松戸病院が高塚新田、市立東松戸病院入口が高塚団地に停留所名が変更。また3月31日をもって16の松戸駅東口〜秋山駅・梨香台団地〜市立東松戸病院が廃止となり、梨香台団地(16)と高塚新田(3/31まで市立東松戸病院/16A)に分離された。
  - 2025年4月1日：［千葉ウエスト］京成バス千葉ウエスト松戸東営業所の路線となる。

当初は京成バスにて運行していた路線だが、2008年9月16日に松戸新京成バスに移管された。この際、松戸駅の発着を西口バスターミナルから東口バスターミナルへ変更、それまでの春雨橋・宮前町廻りで戸定歴史館に出るルートを止めることで松戸駅への到達時間を大幅に短縮した。また、北総線秋山駅のロータリーにも乗り入れが始まった（ただし16A(松21)系統は非経由）。初乗り運賃は160円とそのまま据え置かれたが、それ以降は最大でも250円と、運賃は区間によっては京成バス時代より20〜80円の値下げとなっている。
さらに、移管によって乗降方式が船橋新京成バス(旧：習志野新京成バスを含む)と同様だった方向別のものに変更となり、後の整理券方式統一まで松戸駅東口発が中乗り前降り後払い、松戸駅東口行きが前乗り中降り前払いとなっていた。これは、三矢小台線（4(松1・松2)系統）にも採用されていた。
16B(東松31)系統は新たに設定された系統で、区画整理中の秋山地区を走行して東松戸駅から梨香台団地まで走る出入庫系統である。東松戸駅〜団地入口の区間と、2つの停留所（松戸第五中学校・松戸南高校入口）が新設された。秋山地区はあまり整備が進んでいないため、現時点では一日に数便の運行である。
使用車両は全て中型である。運行本数は移管前より微減。昼間時間帯は全て梨香台団地経由市立東松戸病院行き(16系統)となっており、近年ではこれの運行時間帯が拡大している(9時台〜15時台)。
朝夕は松戸駅東口までの到着を早めるため、秋山駅開設以前からの旧ルートである五中入口経由市立東松戸病院行き(16A系統)が設定され、秋山駅及び梨香台団地は経由しない。このため、梨香台団地へは16系統を使うことになる。

#### 八柱線
- 8A：八柱駅〜八柱霊園〜河原塚～紙敷車庫
- 15[19]：八柱駅→（直行）→八柱霊園 (季節限定)
- 8：八柱駅〜八柱霊園～河原塚～栗子橋〜東松戸駅
- 8B:東松戸駅〜栗子橋～紙敷車庫
  - 1955年7月10日：［新京成］鎌ヶ谷大仏〜五香駅〜八柱駅、八柱駅〜高塚〜大町（現・京成の大町公民館）〜鎌ヶ谷大仏、八柱駅〜高塚〜八柱駅が開通。
  - 1958年8月：［新京成］北松戸線（北松戸駅〜八柱駅〜金ヶ作〜五香駅）が開通。
  - 1985年7月29日：［新京成］北松戸駅〜八柱駅〜東部支所（現・東部スポーツパーク付近）が開通。ほとんどが八柱駅以東の折返便。（北松戸駅〜八柱駅間の廃止日不明。）
  - 1994年頃：［新京成］北松戸駅〜八柱駅間が廃止され、八柱駅以東のみとなる。
  - 1995年3月31日：［新京成］東部スポーツパーク便が市立東松戸病院発着に変更。
  - 2000年8月16日：［新京成］大町経由便が廃止。八柱駅〜市立東松戸病院となる。
  - 2003年10月1日：［松戸新京成］松戸新京成バスの路線となる。
  - 2004年3月16日：［松戸新京成］八柱駅〜東松戸駅に短縮。
  - 2020年4月1日：［松戸新京成］系統番号から路線番号へ変更(八柱4・5・7・紙敷1→8・8A・8B・15)[15][16][19]
  - 2025年4月1日：［千葉ウエスト］京成バス千葉ウエスト松戸東営業所の路線となる。

八柱線は八柱駅から八柱霊園の参道を経由し、東松戸駅または紙敷車庫へ至る路線である。
東松戸駅発着便は、通常、ほとんどの便が中型車により運行されるが、お彼岸・お盆などの霊園利用者で混雑する時期は大型車が投入される。なお、紙敷車庫発着便は小金原線（12・14系統）などの入出庫車による運行で、ほとんどが大型車である。一部はノンステップ車で運行される。
近年、京成バスによって運行されていた松戸駅〜八柱霊園間の臨時直通バスの運行が停止された関係で、霊園坂下〜田中新田をショートカットする形で開通した都市計画道路を利用し、片道ながらも八柱駅発の霊園直行バスをお彼岸・お盆などの時期に運行している。この便の系統番号は、廃止により空き番号となった15(八柱5)が割り当てられている。終点の八柱霊園に到着後、霊園発の八柱7系統として、八柱駅へと戻る。この時の出入庫は紙敷車庫と牧の原の操車場を使って行う。松戸新京成バスの中では走行区間が最も短い紙敷車庫〜東松戸駅の入出庫便は、51・53系統の他、8系統の入出庫にも使用されており、本数が多い。

#### 牧の原線
- 2：八柱駅～小山台～かぶと公園〜牧の原小学校〜牧の原団地
- 2A：常盤平駅〜常盤平支所前〜牧の原小学校〜牧の原団地
  - 1975年7月：［新京成］常盤平駅〜牧の原団地が開通。
  - 1980年3月：［新京成］八柱駅〜牧の原団地および常盤平駅〜八柱駅が開通。
  - 2000年8月16日：［新京成］常盤平駅〜八柱駅便が廃止。
  - 2003年10月1日：［松戸新京成］松戸新京成バスの路線となる。
  - 2020年4月1日：［松戸新京成］系統番号から路線番号へ変更(八柱1・常2→2・2A)[15][16]
  - 2025年4月1日：［千葉ウエスト］京成バス千葉ウエスト松戸東営業所の路線となる。

八柱駅・常盤平駅と牧の原団地を結ぶ路線である。どちらの便も2kmほどと短区間であるが、団地や住宅街の中を走る事や、終点の牧の原団地停の最寄りに松戸国際高校がある事から、終日利用者の多い路線である。特に、八柱駅発着便に於ける朝ラッシュ時の運行頻度は、三矢小台線（4・4A系統）や新松戸線（6系統）に匹敵する。開通当初は常盤平駅発着便だけであったが、武蔵野線の延長により八柱駅発着便が開通した。現在、八柱駅発着が日中12分間隔なのに対し、常盤平駅発着は25分間隔と、交通の便がよい八柱駅への運行本数が多い。車両の運用面でも、常盤平駅発着の運用には八柱駅発着の車両が間合いで入る事も多い。また、終点の牧の原団地停の近くに、市の福祉施設「ふれあい22」があるため、八柱駅発着便はノンステップバスが定期的に充当される路線の一つとなっている。

#### 松飛台線
- 1A：紙敷車庫～市立高校〜松飛台駅〜串崎入口～松飛台十字路〜五香駅西口
- 1B：五香駅西口〜松飛台十字路〜串崎入口～松飛台駅
  - 1966年4月頃：［新京成］松飛台循環線（五香駅西口→（松飛台工業団地）→五香駅西口）が開通。
  - 1976年5月21日：［新京成］松飛台循環線の一部の便が市立松戸高校入口（現松飛台駅入口）経由となる。
  - （この間は東松戸線の項を参照）
  - 2000年8月16日：［新京成］松戸循環線（当時、現・東松戸線）の松戸駅〜五香駅便が紙敷車庫(松戸営業所)で分割され、車庫(松戸営業所)以東(松飛台方面)が松飛台線として別線扱いとなる。
  - 2003年10月1日：［松戸新京成］松戸新京成バスの路線となる。
  - 2004年3月16日：［松戸新京成］松飛台循環線が廃止。
  - 2020年4月1日：［松戸新京成］系統番号から路線番号へ変更(五1・6→1A・1B)[15][16]
  - 2025年4月1日：［千葉ウエスト］京成バス千葉ウエスト松戸東営業所の路線となる。

松飛台線は、もともとかつての松戸循環線（現・東松戸線）の便として松戸駅東口・紙敷車庫・松飛台駅〜五香駅西口間を運行していたものが、2000年8月16日の改正で松飛台駅・紙敷車庫発着便のみとなり、これに伴って別の線名が与えられたものである。
当該路線は松飛台の街を駆け抜ける形で経路が設定されている。
五香駅〜松飛台駅での運用が主であるため、出入庫便にあたる紙敷車庫発着便は本数が少ない。また、車庫からの出入庫を含めて全て旅客運行をするため、松戸東営業所では唯一、回送を行わない路線となっている。
全体的なバス需要の低下に加え、北総線松飛台駅の開業により、沿線のバス利用者は漸減している。2017年2月にはダイヤ改正が行われ、利用実態にあわせて主に始発の繰下げと終発の繰上げ、日中時間帯の減便が行われた。松飛台駅発着便と紙敷車庫発着便を合わせて20〜40分間隔での運行となっている。

#### 小新山線
- 9：五香駅〜金ヶ作入口〜小新山町入口
  - 1967年6月1日：［新京成］五香駅〜小新山町入口（旧停留所）が開通。
  - 1991年6月24日：［新京成］小新山町入口停留所が移設され、五香駅〜柏陵高校に延長。ツーマン運行からワンマンに変更。
  - 2003年10月1日：［松戸新京成］松戸新京成バスの路線となる。
  - 2020年4月1日：［松戸新京成］系統番号から路線番号へ変更(五3・4→9)[15][16]
  - 2024年10月16日：［松戸新京成］小新山町入口〜柏陵高校の区間が2024年10月15日を最後に終了。それに伴い、柏陵高校・土南部小・近隣センターと小新山町入口(柏陵高校方面のりば)が廃止。全便、五香駅〜小新山町入口となる。
  - 2025年4月1日：［千葉ウエスト］京成バス千葉ウエスト松戸東営業所の路線となる。

小新山線は五香駅東口の五香駅バス停から北東方面に向かう路線である。半数程度の停留所が柏市にあるのも特徴であった。当初は小新山町入口まで運行していたが、1991年からは約半数の便が柏陵高校まで延長となっている。なお、柏陵高校停留所という名前であるが高校からは相当の距離があった。
柏陵高校への延長に際してワンマン化を実施するために、小新山町入口停留所の移転（折返し方法の改善）、中型車の使用、運行本数の増発という対応がなされた。大型車での運行に移行したがその後排ガス規制による車両の置き換えが進み、現在は再び中型車により運行されている。

#### 馬橋線
- 7：馬橋駅入口〜八ヶ崎〜八原台〜常盤平駅北口
  - 1957年6〜8月頃：［新京成］馬橋駅（東口前）〜上野台〜八坂神社〜小作台（八坂神社停留所東側）〜五香駅（東口）間を開業。常盤平駅非経由。上野台〜三区入口も現ルートと異なる。馬橋駅〜八坂神社の区間便あり。
  - 1961年4月1日：［新京成］六和支線（馬橋駅〜三村新田〜主水稲荷〜六和）を開通。
  - 昭和：［新京成］馬橋駅〜小作台〜常盤平駅（南側）〜（さくら通り）〜五香駅西口に変更。
  - 昭和40年代後半：［新京成］小金線（現・武蔵野線の当時の仮称）工事に伴う区画整理により、上野台〜三区入口が都市計画道路経由に変更。水砂停留所を新設。旧経路にあった上野台、八ヶ崎は新経路上に移設。栗ヶ沢入口、一区入口は廃止。
  - 昭和：［新京成］馬橋駅〜常盤平駅北口に短縮。八坂神社〜常盤平駅北口間はショートカットのルートに変更。
  - 1972年6月5日：［新京成］六和支線を馬橋駅西口発着に変更。
  - 1979年3月20日：［新京成］新松戸線開通に伴い、六和支線を廃止。
  - 1992年：馬橋駅入口〜常盤平駅北口間に短縮。馬橋駅東口発着便は廃止。
  - 2003年10月1日：［松戸新京成］松戸新京成バスの路線となる。
  - 2012年2月16日：［松戸新京成］馬橋駅入口停留所移設に伴い、八ヶ崎入口〜馬橋駅入口間で経路変更。馬橋坂下停留所が廃止。
  - 2020年4月1日：［松戸新京成］系統番号から路線番号へ変更(馬12→7)[15][16]
  - 2023年春：［松戸新京成］ダイヤ改正。朝、夜間を除き昼間は平日、土休日ともパターン化（20分おき運行）。
  - 2024年10月16日 : ［松戸新京成］ダイヤ改正。昼間時間帯のパターン化がなくなる（20～30分おき運行）。即ち減便となる。
  - 2025年4月1日：［千葉ウエスト］京成バス千葉ウエスト松戸東営業所の路線となる。

2006年3月16日のダイヤ改正で両端駅に発着していた小金原団地線の系統が廃止になり、途中の八原台以外では他路線と接続しない路線となった。
2012年2月16日より馬橋坂下停留所前の松戸市役所馬橋支所跡地をバス折返所とし、ここに「馬橋駅入口」停留所を移転した。同時に馬橋坂下停留所は廃止された。従来、馬橋方向は八ヶ崎入口→馬橋駅入口間は国道6号経由のループ運行での折返しだったが、これにより国道6号を経由しなくなったため、馬橋駅入口方向の所要時間が大幅に短縮されるとともに渋滞による遅延のリスクを減らした。この折返所は駅出口から370mも離れているが、トイレやベンチ、雨除け、テレビ付きの乗務員休憩室など移転前にはなかった施設を揃えた。
使用車両は通常すべて中型である。ただし、4月のさくら祭りの時期には利用客が増加するため、それに合わせて大型での運行となることがある。この路線は全便が紙敷車での運用となるが、回送距離が長いことから、馬橋駅入口の折返し所のほか、小金原案内所を拠点としている車両も少なくない。
途中に千葉西病院という停留所があり、千葉西総合病院の敷地の目の前にポールが立っており、病院のすぐそばで乗り降りできたが、2013年に病院が新館に移転したため、現在は停留所から5分ほど歩かなくてはならない。

#### 新松戸線
- 6：新松戸駅〜支所前〜坂川～新松戸七丁目～船戸～南流山駅
- 6A：新松戸駅〜支所前〜三村新町～蓮田橋〜馬橋駅西口
  - 1979年3月20日：［新京成］新松戸駅〜新松戸七丁目および新松戸駅 - 馬橋駅西口を開通。
  - 2003年10月1日：［松戸新京成］松戸新京成バスの路線となる。
  - 2020年4月1日：［松戸新京成］系統番号から路線番号へ変更(新1・2→6・6A)[15][16]
  - 2020年12月16日：［松戸新京成］新松戸駅〜新松戸七丁目便が船戸経由で南流山駅まで延伸。
  - 2023年春：［松戸新京成］ダイヤ改正（馬橋線と同時）。昼間ダイヤパターン化。新松戸駅ー八柱駅路線も同じ。
  - 2025年4月1日：［千葉ウエスト］京成バス千葉ウエスト松戸東営業所の路線となる。

新松戸駅から走る2系統である。
新松戸七丁目方面は、全線通して新松戸の住宅街を走る団地内路線である。終点付近を除きJR武蔵野線の線路と平行にまっすぐ進む。流山市との境界が近い新松戸七丁目停留所付近は道が狭く、2020年までは同バス停が終点とされていた。本数が多く、朝ラッシュ時の新松戸行は一時間に最大14本が運行されている。日中は毎時5本程度運行。12月15日までは深夜バスも運行していた。
分岐する馬橋駅西口方面は、駅から離れた郊外部を常磐線と平行に走り、住宅街はほとんどが一戸建てである。もともと、この地域は新京成により馬橋駅東側、（1972年以降は西口発着）〜三村新田〜主水稲荷間に路線（馬橋線六和支線）があったが、当路線に置き換えられた。日中の本数は、運行間隔がほぼ統一されている新1に比べると少ない。一部はノンステップバスでの運行である。数少ない紙敷・小金原の共管路線で、休憩所がある新松戸七丁目を拠点にしていた。
その後、新松戸七丁目停留所付近の道路整備が進み、バスの運行が可能になったのに伴い、2020年12月16日より南流山駅に延伸・乗り入れすることになった。
なお、馬橋駅西口〜蓮田橋間で、京成バス流山線の支線（松72系統、松戸駅〜馬橋駅西口）の経路と重複する。

#### 幸田線(幸田循環)
- 10：北小金駅→小金城趾駅入口→幸田→小金城趾駅入口→北小金駅
  - 1986年8月16日：［新京成］西新田→北小金駅北口→幸田→北小金駅北口→西新田（小金30系統）が開通。北小金駅北口折返便（小金31系統）もあり。
  - 1993年4月16日：［新京成］北小金駅北口折返便が北小金駅→北小金駅北口→幸田→北小金駅北口→北小金駅に延長し、全便がこの系統となる。西新田発着便は廃止。
  - 2003年10月1日：［松戸新京成］松戸新京成バスの路線となる。
  - 2019年10月25日：［松戸新京成］系統番号から路線番号へ変更(小金31→10)。
  - 2025年4月1日：［千葉ウエスト］京成バス千葉ウエスト松戸東営業所の路線となる。

幸田（こうで）線は、松戸市の最北部を走るローカル系統である。開通は新京成バスの中では比較的新しく1986年である。開通当初は西新田から北小金駅北口に経由して幸田に向かう循環線だった。これは北小金駅前（南口）に大型バスが入れず、折返しもできなかったためである。しかし、北小金駅北口停留所の場所が駅から非常に離れたところにあって、非常に使いにくかった。また、北小金駅から西新田側に向かうのも、五香北線と幸田線で乗り場が全然違うというのも非効率的であった。その後、北小金駅前が整備されて全便がバスターミナルに乗り入れたことにより利便性が高まったが、乗客の少ない西新田側については五香北線だけとなってしまい、結果的に減便となった。なお、バスターミナル乗り入れのときに幸田地区内の循環経路が一部変更になっている。
この路線は、北小金駅発着便では唯一紙敷車庫の車両で運行される路線である。回送距離が長いため、後述の23系統で出入庫し、日中は小金原案内所を拠点としている。

#### 小金原線
都市再生機構（UR）小金原団地と最寄駅を結ぶ目的で開設された通勤通学路線である。

##### 小金原団地循環（北小金）

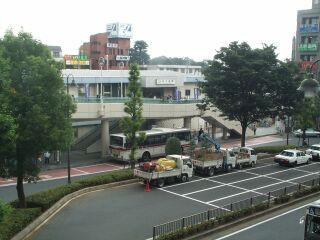
小金原団地線のバス

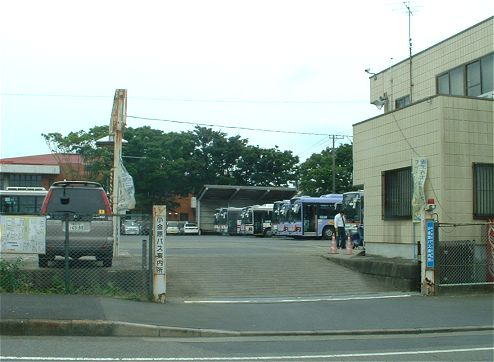
小金原バス案内所（小金原操車場）

- R1：北小金駅→ハワイ通り→殿内→行政センター→小金下町→小金小学校→北小金駅
- R1：バス案内所→殿内→行政センター→小金下町→小金小学校→北小金駅(出庫のみ)
- R2：北小金駅→ハワイ通り→殿内→行政センター→バス案内所（入庫のみ）
- L3：北小金駅→ハワイ通り→行政センター→殿内→小金下町→小金小学校→北小金駅
- L3：バス案内所→行政センター→殿内→小金下町→小金小学校→北小金駅(出庫のみ)
- L4：北小金駅→ハワイ通り→行政センター→殿内→バス案内所（入庫のみ）
- 11：バス案内所→殿内→ハワイ通り→北小金駅（短絡系統/平日朝及び8時～17時までのみ運行）
  - 1969年5月15日：［新京成］開設
  - 1971年4月20日：（参考：現在のJR常磐線が複々線化）
  - 1991年8月12日：［新京成］深夜バスを運行開始（運賃は普通運賃の2倍。定期券の場合は普通運賃を支払う。）
  - 1994年3月16日：［新京成］北小金駅バスターミナルの整備により、北小金駅発着。
  - 2003年10月1日：［松戸新京成］松戸新京成バスの路線となる。
  - 2006年3月16日：［松戸新京成］小金原6丁目、小金原8丁目、貝の花小学校、若芝西（仮称：小金原9丁目）のバス停新設、東若芝の若芝方のバス停名称を『栗ヶ沢テニスコート』に変更。
  - 2011年2月15日：［松戸新京成］小金15系統を廃止[22]。
  - 2019年10月25日：［松戸新京成］系統番号から路線番号へ変更。(小金1・2・3・4・13→R1・R2・L3・L4・L13)
  - 2020年3月31日：［松戸新京成］L13系統を廃止[15]
  - 2020年4月1日：［松戸新京成］11系統を新設、所要時間の増加により運行本数を減便(R1・R2・L3・L4系統)[15]
  - 2021年10月15日：［松戸新京成］深夜バスの運行終了[23]
  - 2025年4月1日：［千葉ウエスト］京成バス千葉ウエスト松戸東営業所の路線となる。

R1・R2・L3・L4系統は小金原団地線で最も便数・乗客が多い。小金原1〜9丁目と小金原地区の全丁目に接しており、沿線にはUR「小金原団地」（集合住宅団地）を多く抱える。八ヶ崎一丁目、小松園や柏市の小田急西山団地等、隣接地域にも住宅地が多い。
R1系統が右回り循環、L3系統が左回り循環である。R2系統及びL4系統は出入庫系統で小金原バス案内所発着であるが、R2系統はR1系統の、L4系統はL3系統の循環区間を一周弱運行するので、それぞれR1系統及びL3系統と大差はない。
運行上の拠点であるバス案内所停留所には出入庫系統（R2系統、L4系統）しか経由しない。循環系統に合わせて一周弱運行することから遠回りになるバス案内所とその一つ手前の停留所（殿内・行政センター）間は大抵乗客無しである。同停留所付近への乗客の多くは経由順序の早い殿内・行政センター停留所を利用している。
バス案内所始発で循環線の中でも特に乗降客数の多い殿内停留所や表門停留所を増便するという形で短絡系統(11系統、17時まで）も運行されている。
以前は、北小金駅前や周辺の道路が狭く、バスの乗り入れができなかったために、小金上町にある銀行支店付近（北小金駅入口停留所）を始発としていた。北小金駅入口〜久保平賀間でループ運行になっているのはこの名残である。
また、12系統と停留所を共有する区間(笹塚〜殿内)では、利用客が特に多い、始発〜9時ごろまでの便で乗降をスムーズに行うため、八柱方面と北小金方面とで使用するポールを別にしている。(小金原団地循環（八柱）の項も参照)
当該系統では2つあるうちの前方のポールに停車する。

##### 貝の花小循環
- 13：北小金駅→小金小学校→小金下町→テラスモール松戸北口→貝の花小学校→若芝西→貝の花→テラスモール松戸北口→小金下町→小金小学校→北小金駅
- 13：貝の花小学校→若芝西→貝の花→テラスモール松戸北口→小金下町→小金小学校→北小金駅（出庫のみ）
- 13：北小金駅→小金小学校→小金下町→テラスモール松戸北口→貝の花小学校→若芝西→貝の花（入庫のみ）
  - 2006年3月16日：［松戸新京成］馬橋系統の代替として新設
  - 2019年10月25日：［松戸新京成］貝の花発北小金駅行が廃止、貝の花小学校発北小金駅行が新設、また、系統番号から路線番号へ変更(小金5・6→13)。
  - 2021年10月16日：［松戸新京成］ダイヤ改正により、終バスが繰り上げられ、21時以降の運行が無くなる。[23]
  - 2025年4月1日：［千葉ウエスト］京成バス千葉ウエスト松戸東営業所の路線となる。

貝の花小循環系統（小金5・6系統）は、廃止された馬橋系統の代替とによりして2006年3月16日のダイヤ改正で登場した。旧馬橋系統のようにUR小金原団地住宅を含めて小金原地区を大きく回らず、概ね一戸建てが立ち並ぶ小金原5丁目西部・8丁目西部（貝の花）付近を循環する経路となっており、小金1〜4番(R1・R2・L3・L4)系統がカバーしていない単独区間のみに縮小された形である。旅客案内上「小金原団地」の方面名称を用いない。使用車両はすべて中型車である。小金原案内所が担当する路線で、案内所〜北小金駅の出入庫は基本的に小金7系統か23系統で行っている。
馬橋系統に比べ本数は多くない。住宅地である八ヶ崎1〜3丁目と小金原5・8〜9丁目の各西部住民の通勤通学とテラスモール松戸・松戸東警察署への用務客需要を充たす。
北小金駅周辺において往復とも小金小学校・小金下町停留所区間（小金宿）を通り、両停留所の郊外方向行き乗降場は1999年12月の五香北線経路変更以来、約6年ぶりの復活となった。小金宿内の需要は少ないものの五香北線当時から一定存在している。

##### 小金原団地循環（八柱）
- 12：八柱駅→森のホール21公園中央口→八原台→松戸東警察署→東若芝→殿内→バス案内所→いちょう通り→貝の花小学校→若芝西→松戸東警察署→八原台→森のホール21公園中央口→八柱駅(小金原団地循環)
- 12：東若芝→殿内→バス案内所→いちょう通り→貝の花小学校→若芝西→松戸東警察署→八原台→森のホール21公園中央口→八柱駅（主に小金原案内所の出庫担当、1日数本）
- 12：八柱駅→森のホール21公園中央口→八原台→松戸東警察署→東若芝→殿内→バス案内所（主に小金原案内所の入庫担当）
  - 1993年6月16日：［新京成］新設
  - 2003年10月1日：［松戸新京成］松戸新京成バスの路線となる。
  - 2015年3月16日：［松戸新京成］[12(八柱8)]小金原団地循環が久保下経由からいちょう通り経由に変更[24]。
  - 2019年10月25日：［松戸新京成］系統番号から路線番号へ変更(小金8・9→12)。
  - 2025年4月1日：［千葉ウエスト］京成バス千葉ウエスト松戸東営業所の路線となる。

JR武蔵野線・京葉線東京直通化の約3年後の1993年、新規に八柱駅（新八柱駅）と団地間の路線を開業。これは「都市計画道路3・3・7号線」の「21世紀の森と広場」を跨ぐ区間開通により、従来接点がなかった駅に乗り入れたものである。
左回りのみの設定であるが、小金原案内所担当の運用に東若芝始発とバス案内所止まりがそれぞれ数便ずつ存在する。ただし、東若芝始発の土日の一本、バス案内所止まりの平日の一本はそれぞれ紙敷車で運用となるが、これは紙敷車が休憩のために一旦小金原案内所に立ち寄るためである。
紙敷と小金原の共管路線で、配車も大型・中型双方使用され、ノンステップバスも充当される。
開通当初は30分おきであったが、その後20分おきに増便され、常盤平系統の代替の役割を果たすようになった。なお、2006年3月16日のダイヤ改正では停留所が新設された。R1・R2・L3・L4(小金1〜4番)系統に次ぐ便数・乗客数で、小金原の主力系統に成長した。現在はダイヤ改正により毎時2〜3本程度の運行となっている。
小金原地区沿線住民利用の他、21世紀の森と広場・森のホール21・松戸東警察署へのアクセス手段にもなっている。
また、L3・L4系統と停留所を共有する区間(笹塚〜殿内)では、利用客が特に多い、始発〜9時ごろまでの便で乗降をスムーズに行うため、八柱方面と北小金方面とで使用するポールを別にしている。(小金原団地循環（北小金） の項も参照)
当該系統では2つあるうちの後方のポールに停車する。

##### 小金原線(西新田)
- 23：北小金駅 - 西新田 - バス案内所
  - 1957年2月1日：［新京成］五香駅 - 酒井根中央 - 北小金駅を開通。鎌ヶ谷大仏（鎌ヶ谷営業所）　- 北小金駅の出入や北小金駅 - 光ヶ丘の区間便もあった。
  - 昭和：［新京成］柏線（五香駅 - 逆井入口 - 柏駅東口）を開通。のち、五香駅 - 逆井入口 - 北小金駅に変更されるが期日不明。
  - 1999年12月16日：［新京成］逆井入口経由系統を廃止。北小金駅入口 - 根木内間を短絡する経路に変更。
  - 2000年8月16日：［新京成］西新田 - 北小金駅間に短縮。同区間系統のみとなる。
  - 2003年10月1日：［松戸新京成］松戸新京成バスの路線となる。
  - 2006年3月16日：［松戸新京成］北小金駅 - 西新田 - バス案内所に区間延長、小金原団地線に統合。及び根木内小学校入口停留所（仮称：小金原2丁目）新設。
  - 2019年10月25日：［松戸新京成］系統番号から路線番号へ変更(小金23→23)。
  - 2025年4月1日：［千葉ウエスト］京成バス千葉ウエスト松戸東営業所の路線となる。

北小金駅から西新田経由で小金原団地に入る。北小金駅 - 西新田間は五香北線の北端部で最終的に存続した区間である（南端部は小新山線）。西新田 - 表門間は小金原団地乗り入れに際して新設した。13番系統の出入庫便としての運用がメインであり、それに合わせて中型車が使用される。原則として小金原案内所が担当する路線であるが、一部便には紙敷車庫の車両も充当される。
概ね西新田停留所の由来となっている小金西新田の北西部（小金原1丁目の北端部並びに小金原2・3丁目）及び根木内の両集落と北小金駅を結ぶ。旧五香北線区間では農地が減少して新興住宅が増えている一方、非通勤者の自家用車利用増加なども背景にあって旧五香北線時代よりも利用・便数ともに減少しており、人口密度が高く自家用車利用が少ない小金原団地内（表門、殿内停留所）での乗降が目立つ。
2000年8月改正により、西新田区間系統のみが残る形となった。もっとも廃止区間（酒井根中央、逆井入口方面）は東武バスの営業エリアに食い込む形で存在しており、1980年代頃以降、便数の多い東武の前にして利用客はあまり多くなかった。最後まで両社で停留所の位置や名称を揃えることは行われず、利用が少なすぎるため片方向のみ標識柱を設置している停留所（標識柱がない方向も乗降可能）も存在していた。
同改正では、残存区間の増強は行われず、概ね毎時1 - 2本に減便となった。
区間延長に当たり、根木内小学校入口停留所（新設区間の中間）が新設、殿内停留所に23番系統の専用乗降場が新設されている。西新田停留所・広池学園入口停留所（廃止）間に折返場兼乗務員休憩所を有していたが、出入庫回送経路（西新田 - バス案内所）をそのまま営業運転化した区間延長に伴い不要となり、廃止されている。

##### 小金原線(八柱⇔新松戸)
- 14：八柱駅～森のホール21公園中央口～八原台〜松戸東警察署～貝の花～テラスモール松戸北口～房山～小金消防署～新松戸東〜新松戸駅
- 14：貝の花→テラスモール松戸北口→小金消防署→新松戸東→新松戸駅(新松戸駅行のみ)
- 14：森のホール21公園中央口→八原台→松戸東警察署→貝の花→テラスモール松戸北口→房山→小金消防署→新松戸東→新松戸駅(新松戸駅行のみ)
  - 2015年3月16日：［松戸新京成］上記区間で運行開始[24]。
  - 2019年10月25日：［松戸新京成］テラスモール松戸開業に伴いテラスモール松戸バス停・新松戸四丁目バス停及び急行便を新設、系統番号から路線番号へ変更(小金51～53→14)。
  - 2023年2月28日：［松戸新京成］ダイヤ改正に伴いテラスモール松戸バス停・新松戸駅からの直通便 14A急行系統・八柱駅～テラスモール松戸～新松戸駅間の14A系統および14系統の新松戸駅発貝の花行きを廃止。
  - 2025年4月1日：［千葉ウエスト］京成バス千葉ウエスト松戸東営業所の路線となる。

八柱駅、21世紀の森と広場・森のホール21最寄の森のホール21公園中央口、松戸東警察署、テラスモール松戸から都市計画道路3・3・7号（幸谷・二ツ木区間）、マツモトキヨシ本社のある新松戸東を経由して新松戸駅へ乗り入れる。この路線の設置に伴い、これまで八柱駅と北小金駅を結んでいた小金7は北小金駅〜バス案内所間に短縮される形となっている（後に廃止）。
この路線の開通に伴い、房山〜新松戸郵便局前の区間に、5つの停留所（小金消防署・関さんの森・新松戸東・新松戸一丁目・小金中学校）が新設され、新松戸区間での単走区間が多く設定される形となっている。
14・14A系統(八柱駅・テラスモール松戸⇔新松戸駅)は紙敷車庫・小金原案内所の共管、14・14A系統(貝の花⇔新松戸駅)は小金原案内所、14系統(森のホール21公園中央口→新松戸駅)は紙敷車庫がそれぞれ担当になっている。
使用車両は大型と中型がほぼ半々である。一部便が新松戸線の出入庫運用として使われる。運用拠点は回送距離の短縮化から、紙敷車庫のほかに牧の原団地や新松戸七丁目の操車場も用いられる。

### 受託路線
松戸市コミュニティバス「ゆめいろバス」の運行受託を行っている。松戸営業所唯一のコミュニティバス運行受託となる。

#### 松戸市コミュニティバス「ゆめいろバス」
- 中和倉コース
  - 左回り：1.総合医療センター→5.中和倉商店街→7.馬橋駅入口→10.殿山公園入口→14.北松戸駅→16.専大松戸高校→18.県立松戸高校→1.総合医療センター
  - 右回り：1.総合医療センター→18.県立松戸高校→16.専大松戸高校→14.北松戸駅→10.殿山公園入口→7.馬橋駅入口→5.中和倉商店街→1.総合医療センター

バス停留所は主要なもののみ記載。数字は停留所ナンバリング番号。起終点の総合医療センターバス停「1」から松高裏門バス停「19」まである。
2017年12月16日、中和倉コースで実証運行開始。松戸市からの委託を受けて運行する。路線改編による松高線の延伸と同時に実証運用を開始した。
常磐線と武蔵野線に挟まれた中和倉地区を運行し、松戸市立総合医療センターを起点に、北松戸駅および馬橋駅入口と地域内の高校や商店街などを結ぶ循環路線。同一ルートを左回り・右回りで走行する。両方面とも起終点である総合医療センター停留所をまたぐ乗車はできず、乗り越す場合はいったん降車する必要がある。均一運賃で各停留所にナンバリングが振られるなど、一般路線とは全く違った運用体系となっている。各方面ごとに行先表示機や停留所を色分けしており、左回りは青色・右回りは黄色として誤乗防止を図っている。本格的な運用開始に向けて、利便性や採算性などを検証中である。
運賃は大人が現金・ICカード200円の均一料金（小人半額、未就学児は無料）。障害者割引もあり、本人と介護者1名まで半額となる。また市内在住の70歳以上の高齢者はシルバー割引証（発行には市が定める要件あり）提示により半額となる。
コミュニティバス実証運行にあたり、小型車の日野・ポンチョ（HX系、2ドアロングボディ）3台が新車導入され、2台には専用ラッピングが施された（1台は松戸新京成バス標準カラーの予備車）。デザインは、コミュニティバス運行ルート上に所在する県立松戸高校芸術科2年生の女子生徒が制作した。また2018年5月15日から同月31日まで、市民および市内在勤・在学者を対象にコミュニティバス愛称の投票（市が用意した5つの候補から選定）を実施し、愛称が「ゆめいろバス」に決定した。
2025年4月1日より、平日のみの運行となる（土日祝日運行廃止）。

## 廃止路線
すべて松戸新京成バス時代に廃止された路線である。

### 小金7系統
- 小金7：北小金駅〜ハワイ通り〜萬福寺前〜バス案内所（9時から17時迄のみ運行）
  - 2006年3月16日：［松戸新京成］運行開始（日中のみ）。萬福寺前（仮称：小金原3丁目）バス停新設。
  - 2015年3月16日：［松戸新京成］運行区間を北小金駅〜バス案内所に短縮。これに際し、北小金駅方面のハワイ通りバス停が新設される。[24]
  - 2020年3月31日：この日限りで廃止[15]。

運行開始当時は、北小金駅と八柱駅を結ぶ路線だったが、他路線と重複する区間が多かったことや、利用客の減少などにより、新松戸駅から八柱方面への新路線開設を機に北小金駅方向からのバス案内所出入庫便として経路短縮がなされた。交通公園〜萬福寺前〜バス案内所は新設経路を走行する。
また、経路短縮を行った後、駅方向、案内所方向ともに大幅な減便が見られる。
13系統や10系統の出入庫系統となっているため、中型車両が充当され、紙敷車庫の車両も定期的に運用される。2020年3月31日をもって廃止となる。同時に萬福寺前バス停も廃止となった。

### 高速バス  松戸駅 - 東京ディズニーリゾート線
- 東京ディズニーシー(TDS) - 東京ディズニーランド(TDL)  - 松戸駅
  - 2019年11月1日開業。京成バスとの共同運行。PASMO・Suicaの利用が可能だった。

※2020年2月16日より運行に参入。
-   - 2022年9月30日をもって運行終了。

## 車両

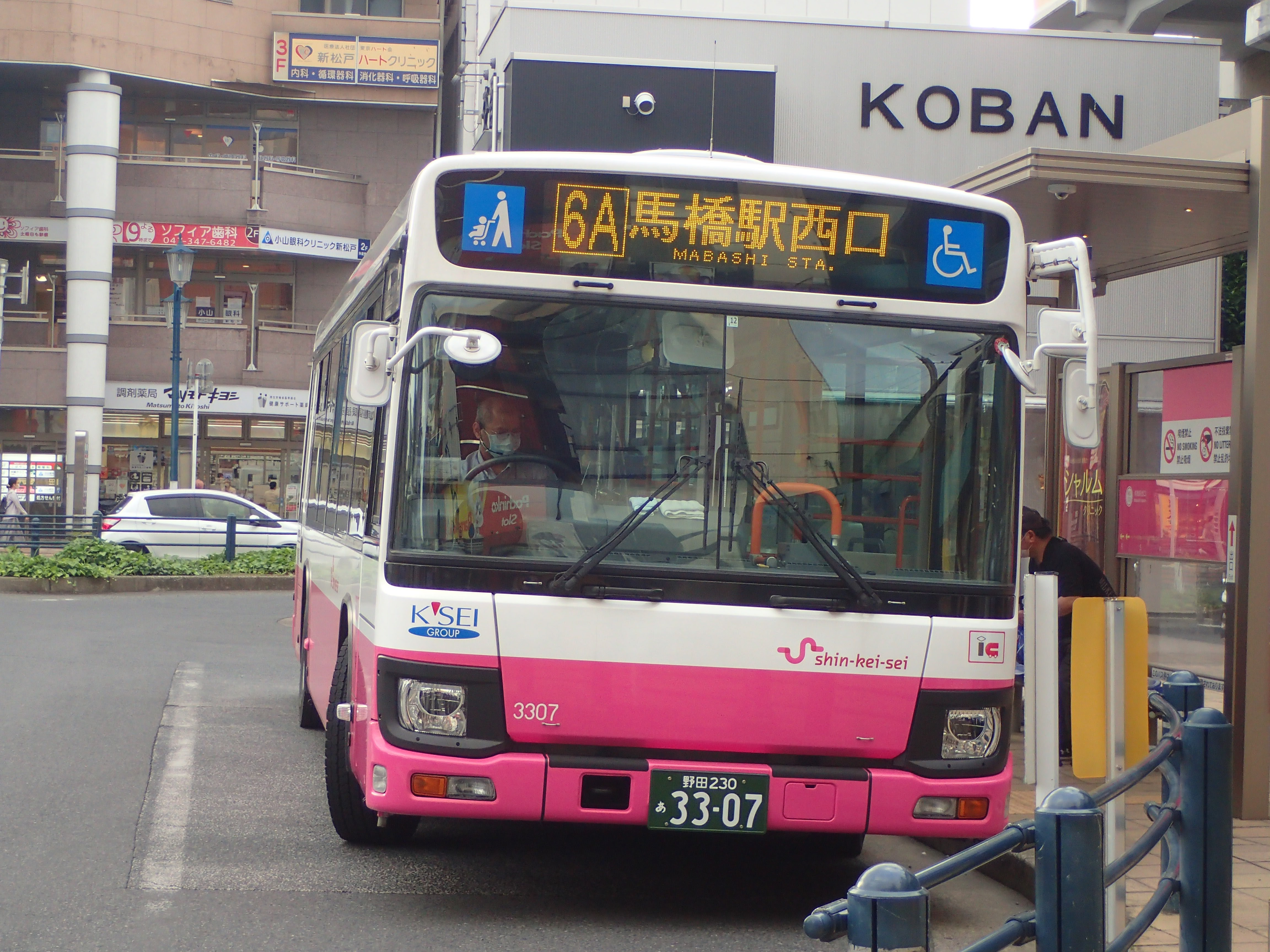
15周年特別仕様車（3307）

かつて船橋新京成バスであった鎌ヶ谷営業所、京成バス千葉セントラル習志野西営業所とは異なり、松戸東営業所では主にいすゞによって製造または販売された車両を使用している。車体は京成自動車工業製から富士重工業（現社名：SUBARU）（バス事業は分割して後にスバルカスタマイズ工房→現・桐生工業）製になったが、架装終了前のノンステップ車キュービック（KC-LV832N）（富士重工の車体の設定がなかったため）および排ガス規制記号KL-/KK-代以降の車両は純正のいすゞバス製造およびその後身のジェイ・バス製になった。なお、車体が富士重工の車両までは運転席側のミラーが前方に張り出すタイプだったが純正に切り替えて以降は短いタイプに切り替わっており（ただし純正導入以降も富士重工の車体の車両は張り出しミラー）、船橋新京成バスが導入するバスのメーカーをいすゞに切り替えた後しばらくして変更するまで張り出すタイプを続けたのとは対照的である。日野自動車製の車両はかつてはモノコックボディの時代まで使用しており、小型車での導入により復活した。大型車と中型車、コミュニティバス用の小型車の3種類を導入しており、除籍された大型車・中型車の一部は同じ京成グループの関東鉄道、グループ外では備北バスや熊本電気鉄道などに譲渡されている。
2004年以降は、松戸新京成バス独自色の車両が導入されている。2020年8月現在では松戸新京成バスのノンステップ車は大型28台、中型37台(全車)、小型4台(全車)となっている。貸切車も4台あり、2台は日野・リエッセⅡ(3906,3907)、いすゞ・ガーラ(3908)、もう1台は三菱ふそう・エアロエースの3903である。大型・中型ともすべて分社後の導入で、うち中型1台（3713号車）は特定車に転用された。中型車でも需要を満たす路線が多いためか、分社後は中型ノンステップ車の増備が続いていたが、2005年4月から2006年初頭までは分社後初の大型ワンステップバスが導入された。2006年には松戸独自色では初となるノンステップバスを導入した。
近年では、いわゆる「赤バス」と呼ばれる旧塗装車の劣化により、車両の除籍・新規導入動きがの激しい。また、分社化後の独自塗装の中型車からも除籍車両が出ている。2011年には大型4台（3048〜3051）、2012年には大型7台（3052〜3058）、2013年には大型1台（3059）、中型1台（3418）、2014年には中型2台（3419、3420）の導入が見られた。大型車はノンステップバス・ワンステップバスを並行して導入、中型車はノンステップバスのみ導入している。なお、2015年に中型が6台（3421〜3425、3726）、2016年に入ってからも中型14台（3427〜3440）が納車されている。2017年には大型1台（3301）、中型3台（3741〜3743）が導入された。ただし、上記の車のうち中型3台（3422〜3424）は老朽車両の置き換えを目的とした導入ではなく、路線新設（小金51・52・53系統、現14・14A系統）に伴う車両増備のためである。
中型車の新車は、2014年～2016年8月にかけては新型エルガミオ（SDG-LR290J1）が連続的に導入されている（3419〜3425、3726、3427〜3438）。松戸新京成バスでもAT車が増加しているのも近年の大きな特徴である。なお、船橋新京成バス鎌ヶ谷営業所と習志野営業所にもそれぞれ同型車が導入されている（鎌ヶ谷14台：1418〜1422・1723〜1731、習志野4台：2720〜2723。一部仕様が異なる）。また、2016年9月からはモデルチェンジのあった新型エルガミオ（SKG-LR290J2）が導入され（3439〜3440）、千葉県内では船橋新京成バス習志野営業所に次いで2番目の導入となった。2017年からの新車はバックカメラ搭載車が納入されることになった。
2017年8月には、小型車の日野・ポンチョ（2ドアロングボディ、3801〜3803）が3台導入され、10月から一部の一般路線の運用に充当された。これは2017年12月から始まる松戸市中和倉・新作地区でのコミュニティバスの実証運行用に導入されたもので、左右回り方面ごとの色分けを行うためフルカラーLED式行先表示機が採用された。現在、3801・3802号車の2台にはコミュニティバス専用ラッピングがなされている（3803はラッピング未実施）。
また同2017年11月には、松高線のダイヤ改正に伴う運用数増加に向け、新京成バス初の新型エルガ（3301）が純増車として新たに導入された。4年ぶりとなるの大型増備車であったことや、松戸では大型車初のバックカメラ搭載車の導入ということで注目を集めた。
2022年7月、船橋新京成バスと同時にジェントルピンクを基調とした新塗装車両のエルガ(3332・3333号車)が運行開始した。その後も導入が続けられたが、2024年7月に導入された3348号車を最後に導入が途絶えている。また、合併に向けて新京成ロゴを撤去した車両も登場している。
方向幕については、分社後の3社の中では最も早くLED改造が始まった。大型・中型とも特定車のI-771号車を除く全車がLED化改造済みである。I-771号車はLED改造が行なわれないまま除籍され、代替としてエルガの3001号車（KL-LV280N1）が特定車に転用された。

### 過去の車両

#### 赤バス
新京成電鉄自動車部時代の標準塗装で、現在はすべての車両が除籍されている。

#### 青バス復刻カラー
青バスは新京成電鉄自動車部時代の旧塗装で、京成バスの標準塗装のうち、窓下の青帯がオレンジに、赤帯が青帯に変更されたものである。
1989年（平成元年）、前記の赤バスが登場した後も既存の青バスは塗り替えられずに存続したが、2003年までに全車除籍され一旦消滅していた。しかし高塚梨香台線の松戸新京成バス移譲により、京成バスから譲渡されたエルガミオノンステップ（KK-LR233J1改）（2223→3501、2248→3505）とエルガミオワンステップ（KK-LR233J1）（2228→3502、2229→3503、2230→3504）は青バス復刻塗装である。ただし、肩部と下部の青の色調と後部の肩帯の終端部の処理は京成タイプのままとなっている。
最近ではノンステップの2台は習志野新京成バス（船橋新京成バス習志野営業所を経て現：京成バス千葉セントラル習志野西営業所）に移籍し（3501→2922、3505→2921）、特定車として郵便事業会社千葉西ターミナル支店（現・日本郵便松戸南郵便局）の従業員輸送に用いられていた。その後2922号車（元2223→3501）が除籍、2921（元2248→3505）が2721（旧）に改番され、路線運用に復帰したが、2016年（平成28年）5月に除籍されている。なお、松戸営業所でも独自塗装車での置き換えが完了しており（×3502→3421、×3503→3425、×3504→3429）、同型車は新京成バス全体から撤退している。

### 社番
- 路線車

| 6      | 0    | 48                   |
| ------ | ---- | -------------------- |
| 松戸車 | 車種 | その車種での通し番号 |

車番については、4桁の数字で表され（分社化後導入車のみ）、千の位の数字は、松戸東営業所を表す「6」が用いられ、6○○○という形で表現される（鎌ヶ谷営業所は「1」、習志野西営業所は「2」を用いる）。松戸新京成バス時代には、千の位の数字に「3」が用いられていた。
百の位はの数字は、以下のように割り振られている。
- 0 - 大型車
- 3 - 大型車（バックカメラ搭載）
- 4 - 中型車（バックカメラ非搭載）
- 5 - 京成バスから移管された復刻カラー（現在は全廃）
- 7 - 中型車（バックカメラ搭載）
- 8 - 小型車（バックカメラ搭載）
- 9 - その他（貸切車など）

下2桁の数字は、大型、中型、小型それぞれ導入順に通し番号が振られる。例えば「3044」は、大型車の44番目に導入された車両であることがわかる。
- 高速路線車

| MH     | 0    | 01                   |
| ------ | ---- | -------------------- |
| 松戸車 | 車種 | その車種での通し番号 |

高速路線車の車番においては"MH"と3桁と英数字が用いられる。数字の百の位においての付番方法は以下の通りである。
- 0-:新製投入車
- 2-:京成バスからの譲渡車

下2桁においてはその車種の通し番号が用いられる。